# Soosiulus facis
Soosiulus facis är en insektsart som beskrevs av Young 1977. Soosiulus facis ingår i släktet Soosiulus och familjen dvärgstritar. Inga underarter finns listade i Catalogue of Life.